# ZX Microdrive

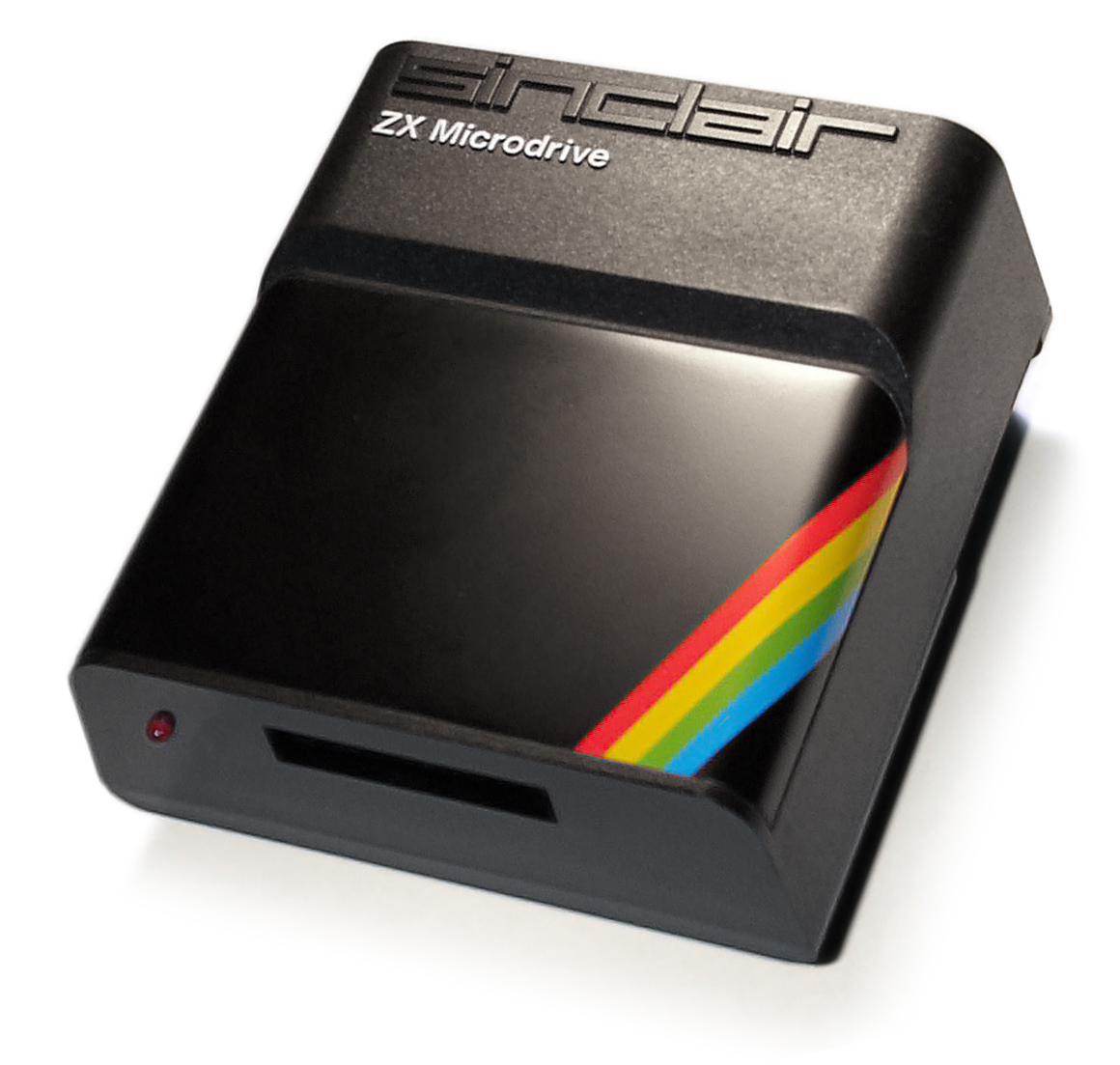
Unidad ZX Microdrive creada por Sinclair Research.

El ZX Microdrive es una unidad lectora/grabadora de cartuchos de cinta sin fin. Está compuesta de un cabezal lector/grabador similar al de los casetes de audio. Esta unidad se conecta al ZX Spectrum por medio de la ZX Interface 1, mientras que el Sinclair QL incluye 2 unidades instaladas de fábrica. Esta fue una forma de dotar a las máquinas de Sinclair de almacenamiento masivo a un bajo costo.
Fue lanzado para el ZX Spectrum en el mercado británico en junio de 1983 a un costo de £49,95 o £79,95, si era comprada en conjunto con la ZX Interface 1. Posteriormente fue incorporado en otros ordenadores personales como el Sinclair QL y en el One Per Desk de ICL.
Los Microdrives utilizaban un pequeño cartucho de 44 mm x 34 mm x 8 mm, incluyendo el estuche protector, y en su interior se encontraban 5 metros de cinta magnética de 1,9mm de ancho en bucle continuo, permitiendo grabar sólo en el exterior de la misma. La cinta era manejada a 76 cm/s, lo que permitía recorrer el circuito completo en 8 segundos.

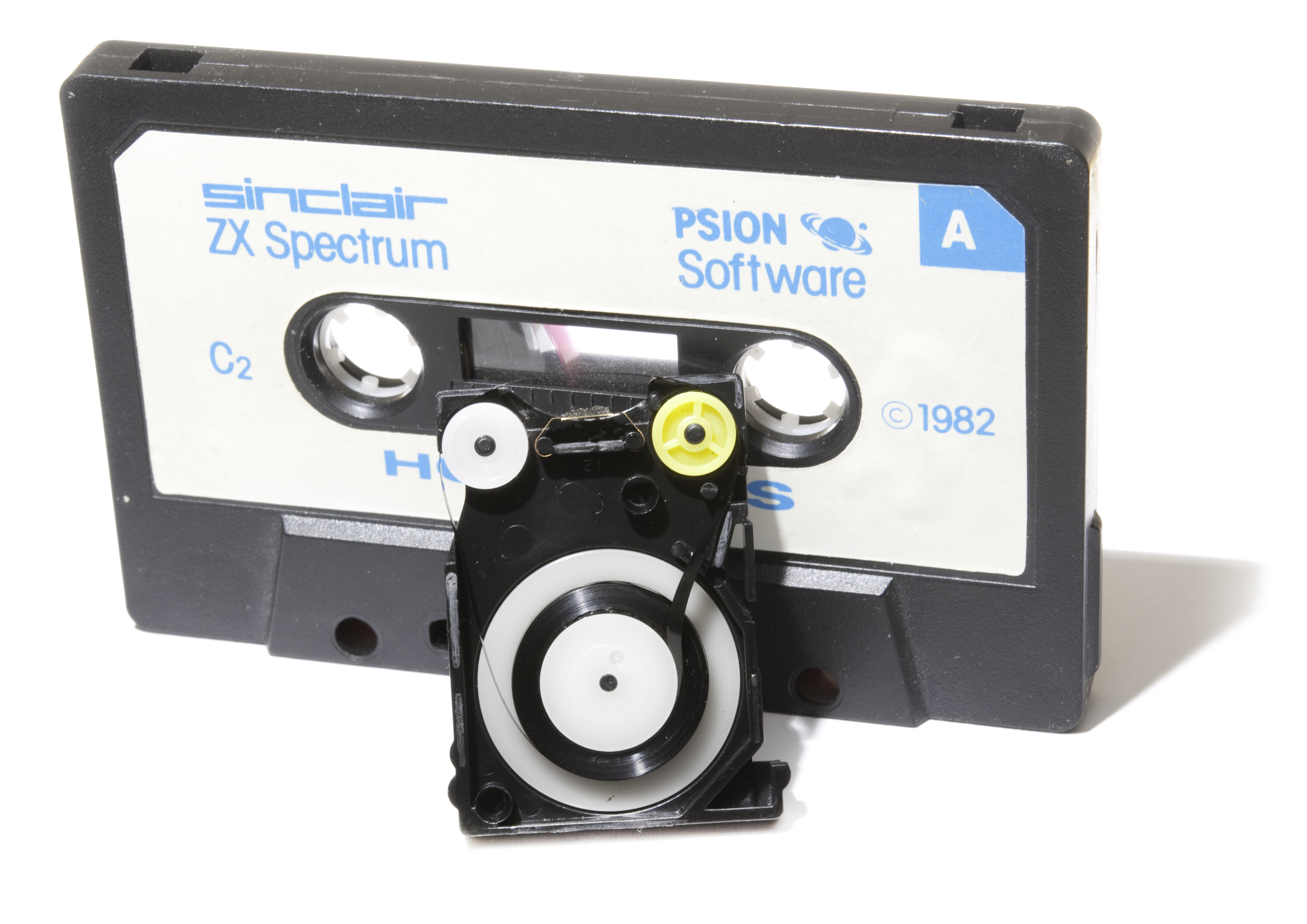
Cartucho Microdrive abierto, en comparación con un casete de cinta.

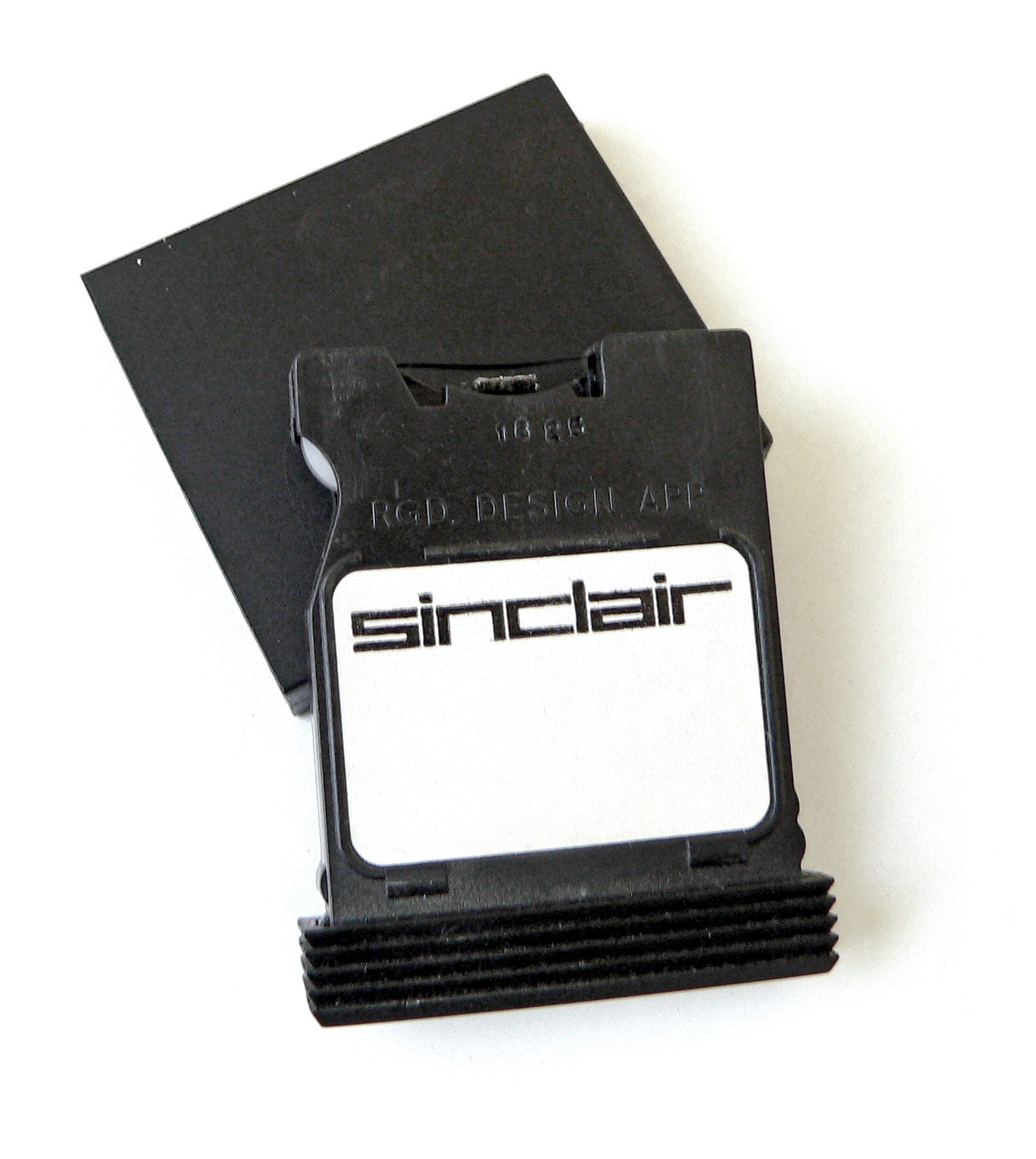
Cartucho de Microdrive.

Los cartuchos mantenían un mínimo de 85 KB cuando eran formateados por el ZX Microdrive (la capacidad exacta variaba dependiendo del número de sectores defectuosos encontrados cuando eran formateados) y la velocidad de transferencia era de 15 KB/s.
El sistema adquirió fama de poco fiable. Las cintas se estiraban durante el uso (lo que les daba una vida corta), lo que acababa por hacer ilegibles los datos almacenados. La "protección contra escritura" también se basaba en software, por lo que un fallo del ordenador podía borrar los datos de una cinta entera en 8 segundos. Los cartuchos eran relativamente caros (al principio se vendían a 4,95 libras cada uno, pero más tarde se redujeron a 1,99 libras). 
Era posible "ampliar" la capacidad de un cartucho nuevo formateándolo varias veces, para "estirar" ligeramente la cinta, alargándola y permitiendo escribir más sectores. Este procedimiento fue ampliamente documentado en las revistas de la comunidad Sinclair de los años ochenta. 
A nivel físico, los datos se almacenaban en cada casete de forma serial divididos en bloques. Cada casete podía contener un máximo de 256 sectores de 512 bytes, un límite imposible de alcanzar debido a la longitud limitada de la cinta y a la unión entre su final y su principio. Los microdrives estaban controlados por la tarjeta de gestión "Interface 1". Ésta se conectaba a las unidades a través de un conector plano de 14 patillas terminado en peine de doble cara, con 7 polos en cada lado. Cada unidad llevaba esta conexión en su lado para poder conectar en cascada otras unidades hasta un máximo de 8 en total. La Interfaz 1 utilizaba los casetes como "FIFO", es decir, escribía y volvía a analizar su contenido. Las señales de comunicación entre la interfaz y las unidades se basaban en la propia naturaleza de los soportes de cinta magnética con los que estaban equipadas y, por tanto, sólo podían referirse a señales eléctricas destinadas a accionar cabezales magnéticos. Dichas cabezas eran cabezas estéreo muy normales que también eran utilizadas en aquellos años por walkmans muy comunes. Tales cartuchos permitían accionar dos pistas en la misma cinta. Cada pista contenía una parte de los datos que debían leerse/almacenarse. Los archivos de datos que se grababan en dichos soportes procedían generalmente de los que había en la memoria del ordenador. Cada byte se transmitía a través de una dirección lógica de ordenador y, mediante un registro de desplazamiento, se convertían de 8 bits paralelos a 8 bits serie. En las dos pistas de cinta, por tanto, los bytes de los archivos se grababan alternativamente: el primer byte en la pista 1 y a una distancia de 4 bits, en la pista 2, el segundo byte. En las pistas, por tanto, se podían leer al mismo tiempo los bits 4-7 del primer byte y 0-3 del segundo. Tras el primer byte, la situación continuaba al poder leerse en la pista 1 los bits 0-3 del tercer byte y los bits 4-7 del segundo, y así sucesivamente. La codificación física de bits utilizada es bifásica, en la que un "0" empieza y termina con una transición de señal, mientras que un "1" tiene una transición al principio, en medio y al final, duplicando de hecho la frecuencia del "0".